# Erik Valeur
Erik Valeur (Copenaghen, 2 settembre 1955) è uno scrittore e giornalista danese.

## Biografia
Nato nel 1955 a Copenaghen, ha trascorso la propria infanzia in orfanotrofio e con i nonni essendo la madre sola e molto depressa.
Giornalista molto apprezzato in patria, collabora con la Danmarks Radio, l'Information, Tænk, il quotidiano Jyllands-Posten ed è co-fondatore della rivista Månedsbladet Press.
Ha esordito nella narrativa nel 1993 e ha in seguito pubblicato altri 5 romanzi di genere giallo premiati con vari riconoscimenti tra cui il Glasnyckeln nel 2012 per Il settimo bambino.

## Opere principali

### Romanzi
- Stop pressen (1993)
- Magtens bog (2002)
- 60 skarpe skud (2007)
- Det syvende barn (2011)
- Il settimo bambino (Det syvende barn, 2014), Vicenza, Neri Pozza, 2015 ISBN 978-88-545-0887-3.
- Logbog fra et livsforlis (2015)

## Alcuni riconoscimenti
- Cavling Prize: 1994 per l'opera giornalistica
- Premio Harald-Mogensen: 2012 per Il settimo bambino
- Glasnyckeln: 2012 per Il settimo bambino